# Boiling Springs (Caroline du Sud)
Boiling Springs est une census-designated place située dans le comté de Spartanburg, dans l’État de Caroline du Sud, aux États-Unis. Lors du recensement de 2020, elle comptait 10 405 habitants.